# コガネタマキビ
コガネタマキビ（黄金玉黍、Littorina obtusata）は、大西洋北部沿岸に生息するタマキビ科の小型の巻貝の一種である。

## 形態
殻長約1cm。インド西太平洋に分布する多くのタマキビ科の貝と異なり、螺塔が尖らない丸い貝殻をもつ。螺塔が尖った貝殻ではヨーロッパミドリガニに対する防御能力が低いと考えられている。丸い貝殻を持つアマオブネガイ科の貝と比べると、殻はカノコガイよりも厚く、蓋は石灰質ではなく革質である。殻の表面は平滑で、色は白色、黄色、褐色のほか緑色を帯びることもある。頭部の左右の離れた位置に触角があり、その外側の付け根に小さい眼がある。

## 生態
新生腹足類の中では藻食性で、寒冷な海の潮間帯以下、ヒバマタ属の褐藻類上に生息する。同様に海藻上でくらすタマキビ類として日本近海ではアマモ上に棲むモロハタマキビ Lacuna cariniferaが知られている。3月から9月にかけて繁殖シーズンで、オスはペニスを持ち精莢をメスに注入し、メスは卵嚢を産みつける。

## 分布
北海からグリーンランド・カナダ東岸のラブラドル海にかけて、北大西洋の寒冷な海域に分布する。亜熱帯性の巻貝類たとえばアマオブネガイ科とは棲み分けられている。